# ثوم أبيض
ثوم أبيض (الاسم العلمي: Allium caput-medusae) هو نوع من النباتات يتبع جنس الثوم من الفصيلة النرجسية.